# Fabbri 1905
La Fabbri 1905 SpA è un'azienda alimentare italiana operante nel settore dolciario, della gelateria e della pasticceria.

## Storia
È stata fondata nel 1905 a Portomaggiore da Gennaro Fabbri che acquista una vecchia drogheria per la produzione di liquori e di sciroppi: nasce così la Premiata Distilleria Liquori G. Fabbri. La piccola bottega conquista sempre più successo presso il pubblico grazie alla vendita di bevande quali il Virow, ovvero uno zabaione al marsala, il liquore Primo Maggio, con tanto di falce e martello sull'etichetta, e l'Amaro Carducci, in onore del fresco Premio Nobel.
Nel 1914 la sede della ditta si trasferisce a Bologna acquistando una palazzina con annessi terreni e capannoni.
Parallelamente alla vendita di sciroppi, alla menta e alla granatina, inizia la produzione di quello che sarà considerato il simbolo della ditta ovvero l'amarena, imbottigliata negli speciali vasi di ceramica di Faenza decorati di blu e bianco. L'azienda inizia così a farsi conoscere in tutta Italia grazie a questo nuovo prodotto mentre gli anni trenta segnano l'avvento alla conduzione della società da parte dei figli di Gennaro Fabbri, Romeo e Aldo. La produzione degli anni '30 si allarga alle marmellate e alla ciliegia al liquore, altro grande successo dell'azienda.

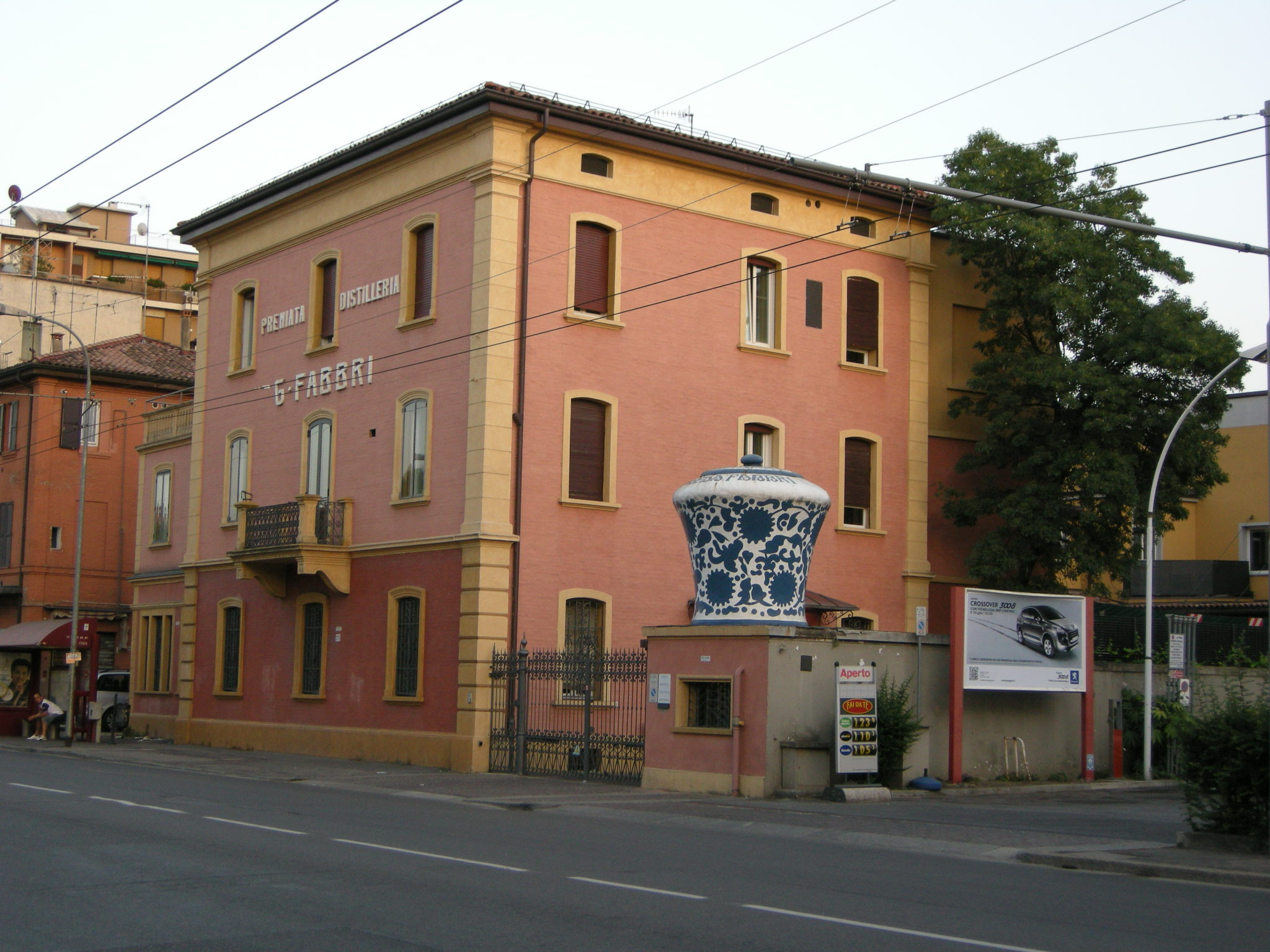
Sede storica di Borgo Panigale (Bologna)

Negli anni del dopoguerra l'azienda viene trasformata in società per azioni dai nipoti del fondatore, Fabio e Giorgio: nasce così la G. Fabbri SpA. Gli anni cinquanta rappresentano l'esordio della società nel campo della gelateria. Successivamente grazie all'avvento della televisione e in particolare del cartone animato Salomone pirata pacioccone in Carosello il marchio Fabbri entra nelle case di tutta Italia dando vita ad una grande campagna pubblicitaria che renderà l'azienda conosciuta anche all'estero.
Nel 1999 la società cambia nome in Fabbri 1905 SpA per ricordare l'anno di fondazione.
Nel 2002 nascono due branche della società: da una parte la Fabbri G. Holding Industriale Spa che detiene il 100% delle azioni dell'azienda madre, e dall'altra la Fabbri Gestioni Immobiliari Spa proprietaria del patrimonio immobiliare. Nel 2005 l'azienda ha festeggiato il centenario dalla fondazione con numerosi eventi come la pubblicazione di una monografia o la produzione degli antichi vasi decorati contenenti la celebre amarena.
Nel 2010 la quinta generazione fa il suo ingresso in azienda all'insegna della continua ricerca di innovazione, senza rinunciare al rapporto con la tradizione. Oggi Fabbri 1905 opera su quattro mercati principali: proposte per il consumatore finale, professionisti nel mondo del gelato, pastry chef e pasticceri, barman e bartender in Italia e nel mondo.
Nel 2015 Amarena Fabbri e il suo vaso, binomio storico del gusto italiano, compiono 100 anni. Per celebrare questo momento vengono creati diversi eventi: un’edizione speciale, tutta al femminile, de l Premio Fabbri per l’arte Archiviato l'11 giugno 2020 in Internet Archive.  e un’iniziativa social «Storie di Amarena» che raccoglie i sentimenti del grande pubblico nei confronti delle Amarene Fabbri e che viene pubblicata sulla pagina Facebook Amarena Fabbri con l'hashtag #storiediamarena.
Queste iniziative così diverse mostrano come questo prodotto abbia lasciato un’impronta profonda nell’immaginario collettivo riuscendo ad essere una metafora anche per il mondo dell’arte.  Il vaso di Amarena Fabbri può definirsi un’icona dello stile e del gusto italiano.
Oggi Fabbri 1905 è una holding familiare  che  distribuisce  in  più  di  100  nazioni,  guidata  dalla  quarta generazione  Fabbri,  Nicola,  Paolo  e  Umberto,  affiancati  dalla  quinta  generazione  della famiglia rappresentata da Carlotta, Stefania, Federico, Pietro Fabbri e Giovanni Quattrocchi.
L'intera filiera  produttiva è certificata dagli  standard  internazionali UNI EN ISO 14001, UNI  EN  ISO  9001:2015,  IFS  e  BRC.  Inoltre, molti prodotti sono certificati Kosher e Halal, oppure Vegan OK, senza glutine o senza lattosio.

## Ambiti produttivi

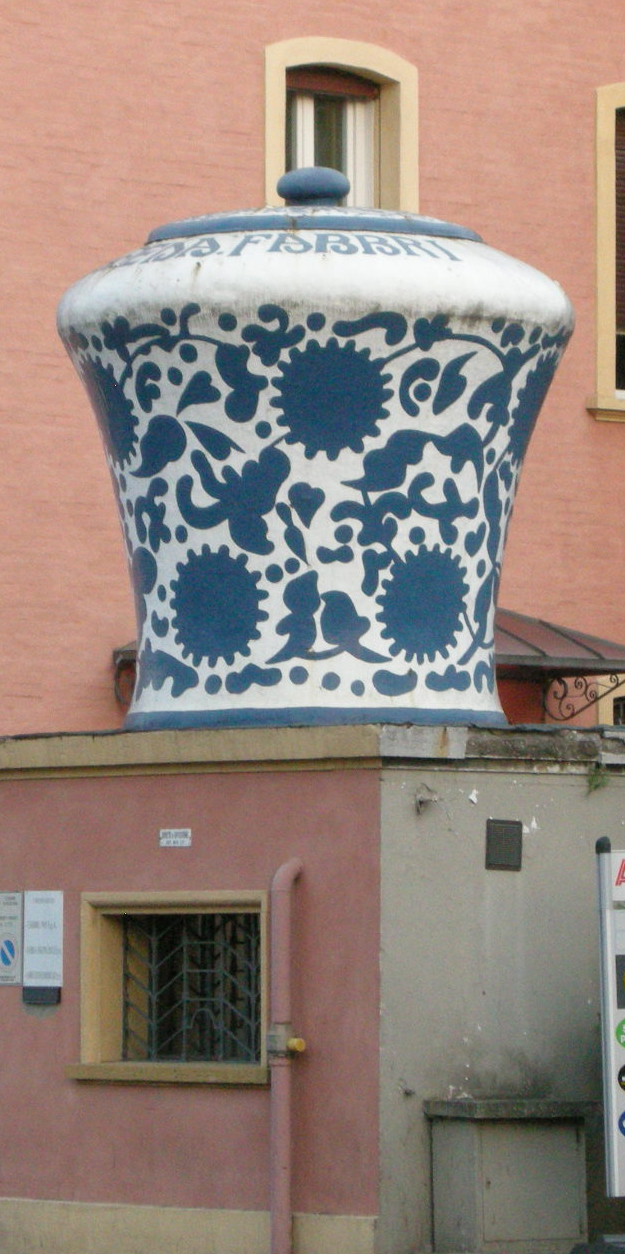
Vaso Fabbri, Borgo Panigale (Bologna)

La Fabbri 1905 attualmente opera in cinque settori principali: largo consumo, horeca, gelateria artigianale, pasticceria artigianale e industria alimentare. Le referenze a marchio Fabbri ammontano a 1.300 prodotti divisi in 17 linee differenti e 23 linee dedicate al confezionamento degli stessi.

## Fabbri nel mondo
Il marchio Fabbri viene esportato in 100 paesi nel mondo grazie a 10 società collegate: Fabbri Italy, Fabbri France, Fabbri Deutschland, Fabbri Spain, Fabbri North America, EuroFood (Mexico), Fabbri Brasil, Fabbri Asia, Fabbri Shanghai e Fabbri Argentina. Tutte le società sono controllate dal marchio «Fabbri G. Holding Industriale».